# Эффингхем (округ, Иллинойс)
Э́ффингхем (англ. Effingham County) — округ в штате Иллинойс, США. Официально образован в 1831 году. По состоянию на 2010 год, численность населения составляла 34 242 человека.

## География
По данным Бюро переписи США, общая площадь округа равняется 1 243,201 км2, из которых 1 240,611 км2 — суша, и 1,200 км2, или 0,300 % — это водоёмы.

## Население
По данным переписи населения 2000 года в округе проживает 34 264 жителя в составе 13 001 домашних хозяйств и 9178 семей. Плотность населения составляет 28,00 человек на км2. На территории округа насчитывается 13 959 жилых строений, при плотности застройки около 11,00-ти строений на км2. Расовый состав населения: белые — 98,66 %, афроамериканцы — 0,16 %, коренные американцы (индейцы) — 0,18 %, азиаты — 0,32 %, гавайцы — 0,01 %, представители других рас — 0,22 %, представители двух или более рас — 0,46 %. Испаноязычные составляли 0,74 % населения независимо от расы.
В составе 36,30 % из общего числа домашних хозяйств проживают дети в возрасте до 18 лет, 57,80 % домашних хозяйств представляют собой супружеские пары, проживающие вместе, 9,10 % домашних хозяйств представляют собой одиноких женщин без супруга, 29,40 % домашних хозяйств не имеют отношения к семьям, 26,10 % домашних хозяйств состоят из одного человека, 11,60 % домашних хозяйств состоят из престарелых (65 лет и старше), проживающих в одиночестве. Средний размер домашнего хозяйства составляет 2,60 человека, и средний размер семьи — 3,16 человека.
Возрастной состав округа: 28,60 % — моложе 18 лет, 8,20 % — от 18 до 24, 28,20 % — от 25 до 44, 21,10 % — от 45 до 64, и 21,10 % — от 65 и старше. Средний возраст жителя округа — 36 лет. На каждые 100 женщин приходится 98,20 мужчин. На каждые 100 женщин старше 18 лет приходится 93,50 мужчин.
Средний доход на домохозяйство в округе составлял 39 379 USD, на семью — 46 895 USD. Среднестатистический заработок мужчины был 31 442 USD против 21 121 USD для женщины. Доход на душу населения составлял 18 301 USD. Около 6,00 % семей и 8,10 % общего населения находились ниже черты бедности, в том числе — 10,10 % молодёжи (тех, кому ещё не исполнилось 18 лет) и 7,10 % тех, кому было уже больше 65 лет.